# Grenaa (stacja kolejowa)
Grenaa (duński: Grenaa Station) – stacja kolejowa w miejscowości Grenaa, w regionie Jutlandia Środkowa, w Danii. Znajduje się na Grenaabanen.
Stacja jest zarządzana i obsługiwana przez Danske Statsbaner.

## Historia
Stacja Grenaa została otwarta przez Østjyske Jernbane (ØJJ) 26 sierpnia 1866 wraz z otwarciem linii Randers-Ryomgård-Grenaa, która obejmowała połączenia do Portu Grenaa. Ważnym celem powstania linii było zapewnienie Randers dostępu do portu, który był lepiej zlokalizowany na otwarte morze i miał mniej problemów z zamarzaniem zimą niż własny port Renders w Gudenå.
Wkrótce Grenaa otrzymała bezpośrednie połączenie kolejowe z Aarhus. 1 grudnia 1877 otworzył Østjyske Jernbane otworzyło linię na odcinku Ryomgård Aarhus Østbanegård. Kilka lat później rozpoczęto kursowanie bezpośrednich pociągów pomiędzy Aarhus i Grenaa, a linia Randers-Ryomgård wykorzystywana była głównie do przewozów towarów. Linia ta została zamknięta w 1993 roku, a ruch pasażerski wstrzymany został już 2 maja 1971.

## Linie kolejowe
- Grenaabanen